# La Pryor, Texas
La Pryor là một nơi ấn định cho điều tra dân số (CDP) thuộc quận Zavala, tiểu bang Texas, Hoa Kỳ. Năm 2010, dân số của nơi này là 1643 người.

## Dân số
- Dân số năm 2000: 1491 người.
- Dân số năm 2010: 1643 người.